# Зоря Микола Дмитрович
Мико́ла Дми́трович Зоря́ (1907, Київ, Російська імперія — 22 травня 1946, Нюрнберг, Баварія, Американська зона окупації Німеччини) — заступник генерального прокурора СРСР, помічник головного обвинувача на Нюрнберзьких процесах, державний радник юстиції 3 класу (1943).

## Життєпис
Батька не пам'ятав, мати померла в 1921. Деякий час був безпритульним, потім став вихованцем дитбудинку в Москві.
У 16 років вступив до Московського університету, де його майбутній начальник Андрій Вишинський був ректором. У 1923—1927 — студент юридичного факультету.
Кар'єра проходила від слідчого районних прокуратур в П'ятигорську, Тамбові та Воронежі до заступника головного прокурора залізничного транспорту. Двічі намагався почати займатися науковою роботою в 1929 і 1933 роках, але щоразу його відкликали по службі. Згодом призначений на посаду заступника прокурора СРСР.
У 1939 сумлінно з'ясував, що в більшості справ часів Великого терору вироки ухвалено на підставі сфабрикованих доказів, особливо у справах про саботаж і шкідництво. Викликаний у ЦК ВКП(б), він почув, що для роботи в прокуратурі СРСР не годиться.
У серпні 1939 під час часткової мобілізації вступив до лав Червоної армії рядовим. Брав участь у радянсько-фінській війні, де став помічником військового прокурора. Згодом призначений на посаду прокурора військового округу.
28 грудня 1945 вилетів до Німеччини для участі в Нюрнберзьких процесах. Представляв звинувачення з радянського боку за розділами «Агресія проти СРСР» та «Примусова праця і насильницьке викрадення в німецьке рабство», а також у «Катинській справі».
Помер за до кінця не з'ясованих обставин під час розгляду Катинської справи, знайдений в готелі мертвим 23 травня 1946.

## Сім'я
Син — Юрій Миколайович Зоря, старший викладач Військово-дипломатичної академії.